# Средства индивидуальной защиты органов дыхания
Средство индивидуальной защиты органов дыхания (СИЗОД) — носимое на человеке техническое устройство, обеспечивающее защиту организма от ингаляционного воздействия опасных и вредных факторов. Общее название респираторов и противогазов, используемых при работе в загрязнённой атмосфере и (или) в атмосфере с недостатком кислорода. К СИЗОД можно также отнести и используемые в атомной промышленности пневмокуртки и пневмокостюмы. СИЗОД являются самым последним, и одновременно — самым ненадёжным средством защиты
Выделяют фильтрующие и изолирующие СИЗОД. Фильтрующие - фильтруют окружающий воздух от вредных или ядовитых примесей (например респираторы). А изолирующие - имеют запас чистого воздуха, которым и дышит человек, получается что при этом он изолирован от окружающего воздуха.
При использовании фильтрующих СИЗОД для защиты от ингаляционного поступления токсичных газов необходимо своевременно заменять противогазные фильтры
.
Использование СИЗОД оказывает негативное действие на работника. Это выражается не только в увеличении сопротивления дыханию. При многочасовом использовании фильтрующих полумасок во время эпидемии, из более 200 медработников, более половины жаловались на прыщи и зуд, и более 1/3 на сыпь. 
При выдохе, подмасочное пространство заполняется воздухом с низкой концентрацией кислорода и высокой концентрацией углекислого газа. При вдохе именно этот воздух первым попадает в лёгкие, ухудшая газообмен и вызывая недомогания. Проверка СИЗОД разных типов показала, что концентрация СО2 может достигать 3,52% у 6 моделей "складывающихся" фильтрующих полумасок; 2,52% у 18 моделей чашеобразных фильтрующих полумасок (средние значения). У масок из непроницаемых материалов концентрация могла достигать 2,6% (2,8%). При разговаривании у работников, использовавших полнолицевые маски с панорамным стеклом, концентрация диоксида углерода во время вдоха превышала 2%, а при выполнении работы молча - превышала 1,4%; превышение ПДКрз у полумасок обнаружено и в исследовании. Аналогичный результат был получен при использовании военных СИЗОД с принудительной подачей воздуха в подмасочник - при выключенном вентиляторе. При длительном использовании СИЗОД, из более двухсот медработников, 79% жаловались на головную боль; более половины использовали анальгетики; 7,6% были на больничном до 4 дней. В РФ установлены ПДКрз для углекислого газа - 0,43% среднесменная и 1,5% максимально разовая (средняя за 15 минут) - при использовании СИЗОД они многократно превышаются. Учебник HSE не рекомендует использовать СИЗОД без принудительной подачи воздуха в маску более часа непрерывно.
Вредные вещества могут поступать в организм не только через лёгкие: возможно попадание и  через кожу. При защите от некоторых веществ требуется использование СИЗ кожи.
Также эти средства защиты являются товаром, продаваемым на рынке. В РФ ведётся систематичная долгосрочная государственная поддержка для увеличения объёма продаж СИЗ.

## Конструкция СИЗОД
Чтобы предотвратить попадание загрязнённого воздуха в органы дыхания, СИЗОД должно отделить их от окружающей загрязнённой атмосферы (для этого используется лицевая часть), и обеспечить сотрудника чистым или очищенным воздухом, пригодным для дыхания (для этого используют фильтры, или источник чистого воздуха: внешний — с подачей по шлангу, или автономный — запас в баллонах, в химически связанном виде и т. п.). Тип СИЗОД и его защитные свойства зависят от конструкции его составных частей и принципа работы (см. Классификация средств индивидуальной защиты органов дыхания).

### Лицевая часть
Лицевая часть СИЗОД — часть СИЗОД, соединяющая дыхательные пути пользователя с другими частями устройства и отделяющая дыхательные пути от окружающей атмосферы. Лицевая часть может быть как плотно прилегающей (например, маска, полумаска, четвертьмаска), так и неплотно прилегающей (например, шлем, капюшон).

#### Лицевые части, плотно прилегающие к лицу

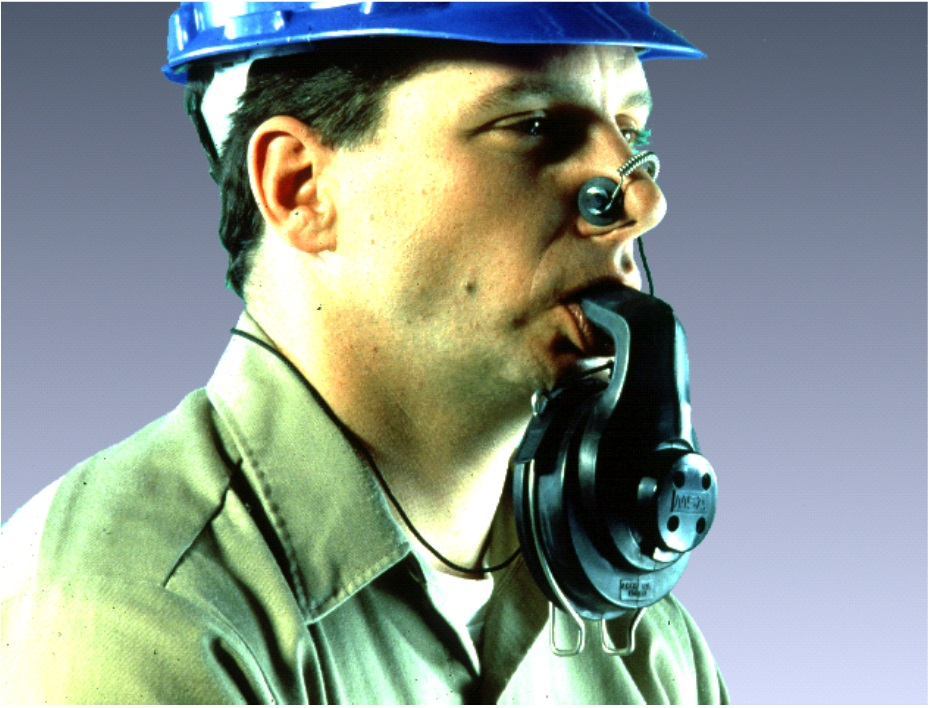
Лицевая часть - загубник, ожидаемый коэффициент защиты - порядка 1
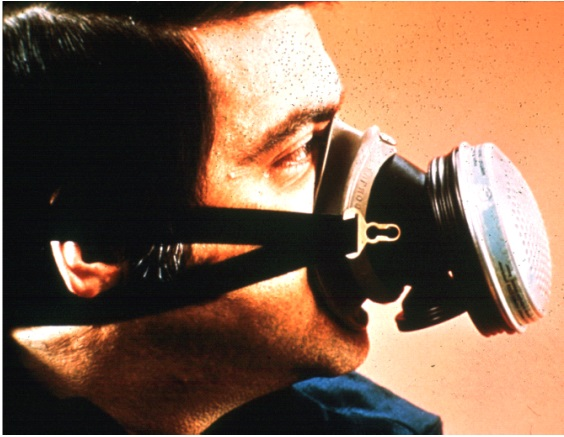
Лицевая часть - четвертьмаска, ожидаемый коэффициент защиты - 5
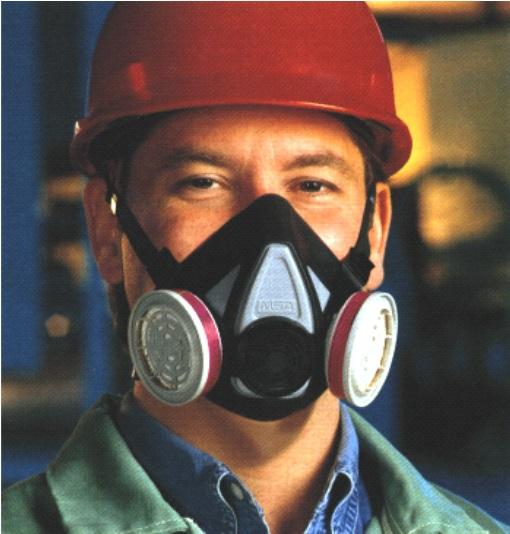
Лицевая часть - полумаска, ожидаемый коэффициент защиты - 10
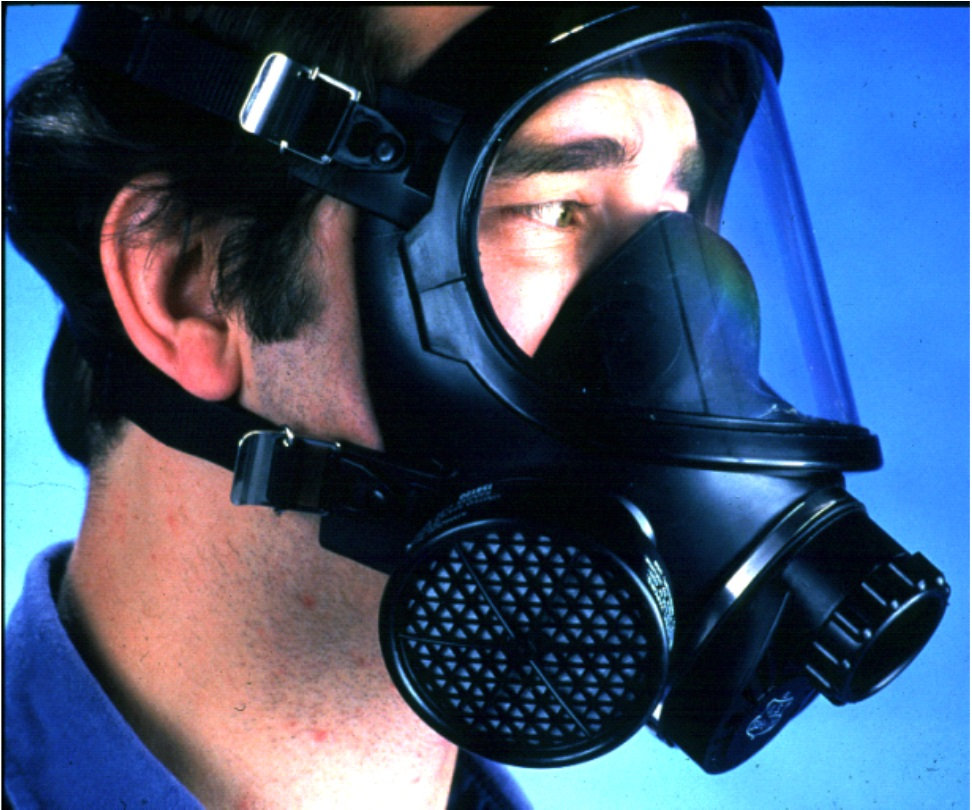
Лицевая часть - полнолицевая маска, ожидаемый коэффициент защиты - 50

Загубник — лицевая часть СИЗОД, удерживаемая зубами или зубами и оголовьем, плотно обжимаемая губами и, через которую происходит вдыхание и выдыхание воздуха, при этом нос закрыт зажимом. Для более надёжного крепления может снабжаться упором для подбородка. В основном используется в самоспасателях.
Четвертьмаска закрывает рот и нос, но не закрывает подбородок. В СССР четвертьмаски не изготавливались, а в РФ распространения не получили.
Полумаска закрывает рот, нос и подбородок. Может быть сделана из фильтровального материала (фильтрующая полумаска) или из воздухонепроницаемого эластомерного материала (эластомерная полумаска). Эластомерные полумаски изготавливаются со съёмными противогазными, противоаэрозольными или комбинированными фильтрами, или же подключаются к источнику чистого воздуха.
Изготавливаются также эластомерные полумаски с несъёмными фильтрами (одноразовые), но в РФ они распространения не получили.
Полнолицевая маска закрывает рот, нос, подбородок и глаза, используется со сменными фильтрами или подключается к источнику чистого воздуха.
- За счёт плотного прилегания эти лицевые части можно использовать в недорогих СИЗОД, у которых нет принудительной подачи пригодного для дыхания воздуха под маску, так как при вдохе они способны предотвратить попадание окружающего воздуха в органы дыхания. А при использовании этих лицевых частей вместе с источником пригодного для дыхания воздуха, который подаётся под маску под давлением, их защитные свойства значительно возрастают.

#### Лицевые части с неплотным прилеганием к лицу
Пневмокапюшон — свободно носимая на голове лицевая часть СИЗОД, которая полностью закрывает голову, обычно изготавливается из непроницаемой ткани.
Пневмошлем — лицевая часть (жёсткая), которая закрывает лицо и голову, и дополнительно обеспечивает защиту головы от механических воздействий.
Пневмокуртка — лицевая часть, состоящая из капюшона и куртки, сделанных из непроницаемых материалов.
Пневмокостюм — лицевая часть, сделанная из непроницаемого материала, и полностью закрывающая всё тело. Пневмокуртки и пневмокостюмы наиболее надёжно защищают сотрудников, и используются в основном в атомной промышленности (при подаче чистого воздуха по шлангу).

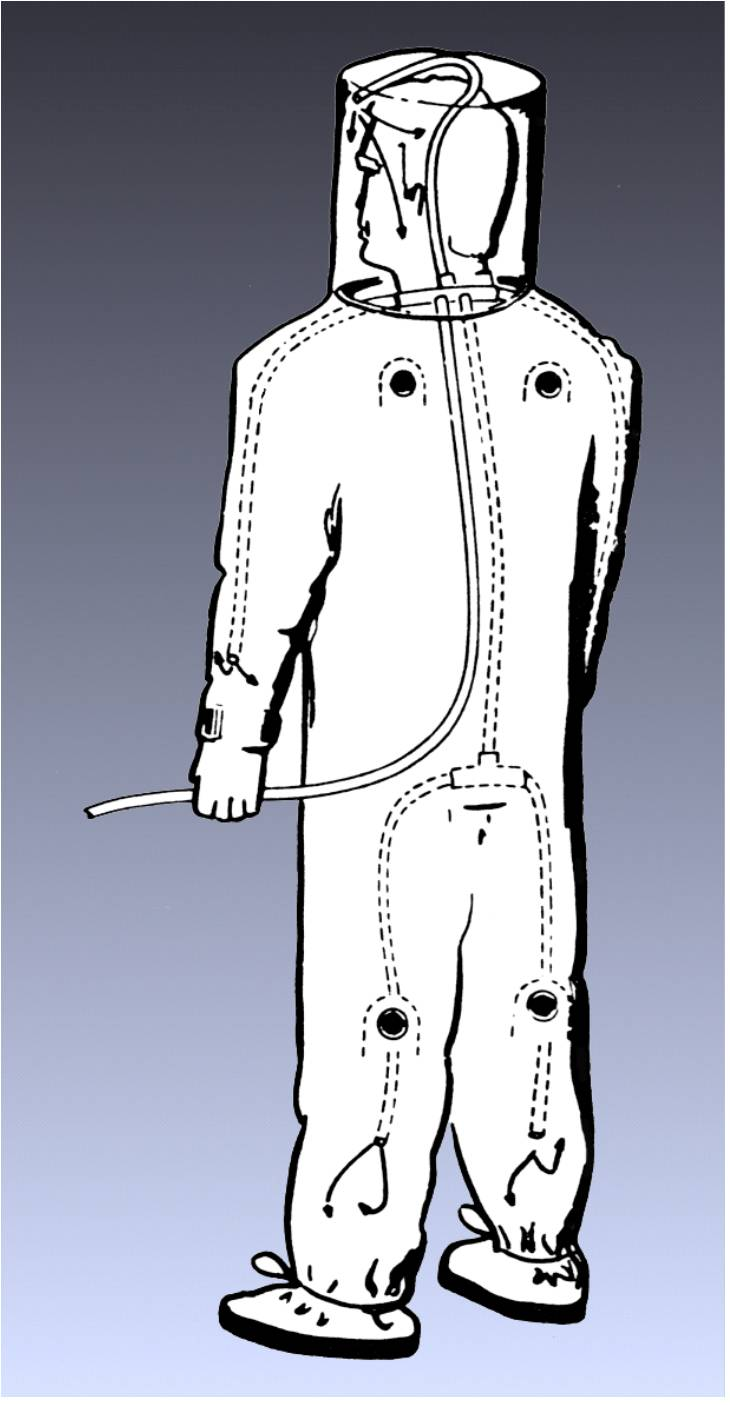
Лицевая часть — пневмокостюм, ожидаемый коэффициент защиты Национальным институтом охраны труда (NIOSH) в настоящее время не установлен, так как NIOSH не сертифицирует такие СИЗОД

- Все эти лицевые части могут использоваться только тогда, когда в них принудительно подаётся воздух (под избыточным давлением, непрерывно или по потребности — при вдохе). Для подачи воздуха могут использоваться автономные источники (фильтрующие блоки очистки, баллоны и т. п.), или удалённые — с подачей через шланг.

### Источник пригодного для дыхания воздуха
В фильтрующих СИЗОД для обеспечения сотрудника пригодным для дыхания воздухом используется загрязнённый окружающий воздух после его очистки фильтрами. Через фильтры воздух может прокачиваться или за счёт разрежения под лицевой частью (при вдохе), или принудительно — с помощью вентилятора. В последнем случае расход воздуха через фильтры больше, что уменьшает их срок службы, но разрежение под маской при вдохе или меньше, или отсутствует, что уменьшает просачивание неотфильтрованного воздуха через зазоры между маской и лицом, и значительно увеличивает защитные свойства СИЗОД. Такие СИЗОД нельзя использовать при недостаточном содержании кислорода в воздухе.
В изолирующих СИЗОД для обеспечения сотрудника пригодным для дыхания воздухом может использоваться автономный (переносной) источник (см. Автономный дыхательный аппарат), или чистый воздух может подаваться по шлангу — в шланговых СИЗОД. В последнем случае при перебоях в подаче воздуха сотрудник может оказаться в загрязнённой атмосфере без защиты, поэтому в развитых странах требуют использовать шланговые СИЗОД вместе с запасом воздуха (например — в небольшом переносном баллоне), достаточном для безопасного покидания загрязнённого места работы. Такие СИЗОД можно использовать при недостаточном содержании кислорода в окружающем воздухе (в колодцах, при пожаре и т. д.).

## Выбор и применение СИЗОД в промышленности

### Выбор СИЗОД
У СИЗОД с разными лицевыми частями и разным способом подачи воздуха (самовсасывание при вдохе, принудительная подача — по потребности под давлением, непрерывная и по потребности) разные защитные свойства. Поэтому для надёжной защиты здоровья сотрудников нужно, чтобы использовался такой СИЗОД, который обеспечивает такую степень защиты респиратора, которая необходима при измеренной загрязнённости воздуха рабочей зоны. Если загрязнённость воздуха точно не известна, то законодательство развитых стран разрешает использовать только наиболее надёжные СИЗОД, например — автономные дыхательные аппараты.

### Применение СИЗОД в промышленности
При правильном выборе СИЗОД его эффективность при практическом применении очень сильно зависит от того, насколько правильно подобрана лицевая часть к лицу конкретного рабочего (при несоответствии по форме и размеру между маской и лицом возникают зазоры, через которые загрязнённый воздух может попасть в органы дыхания), и от того, насколько правильно используется СИЗОД. Поэтому в развитых странах, где и работодатель, и изготовитель СИЗ несут ответственность в случае повреждения здоровья рабочего, применение СИЗОД происходит в рамках (написанной) программы респираторной защиты, детально регулируется законодательством и — в соответствии с требованиями этого законодательства — проверяется инспекторами (планово, и по жалобам сотрудников). Для регулирования выбора и организации применения СИЗОД в развитых странах уже несколько десятилетий используются стандарты по респираторной защите (см. Законодательное регулирование выбора и организации применения респираторов, а для проверки выполнения требований — конкретные инструкции по проведению проверок для инспекторов).

### Влияние СИЗОД на работников
Применение СИЗ органов дыхания оказывает неблагоприятное воздействие на работника. Нагрузка, создаваемая тяжёлыми автономными дыхательными аппаратами, повышенная температура вдыхаемого воздуха (у дыхательных аппаратов с закрытым контуром); сопротивление вдоху и выдоху; высокое содержание углекислого газа и пониженное содержание кислорода в воздухе, вдыхаемом из маски, и другие факторы оказывают негативное влияние на работника. В результате, если при планировании работы не учли влияние СИЗОД, с большой вероятностью может оказаться, что хотя бы часть людей не сможет использовать их непрерывно и своевременно при выполнении работы в загрязнённой атмосфере. Соответственно, защитный эффект может сильно снизиться.
В четвёртом издании английского учебника по выбору и использованию СИЗОД рекомендуется организовать работу так, чтобы при использовании (самых распространённых и недорогих) фильтрующих СИЗОД без принудительной подачи воздуха в лицевую часть работники использовали их непрерывно не более 1 часа. При необходимости непрерывно работать в загрязнённой атмосфере больше часа следует использовать СИЗОД с принудительной подачей отфильтрованного воздуха в лицевую часть вентилятором. Это улучшает газовый состав вдыхаемого воздуха ("выдувая" из маски насыщенный углекислым газом выдохнутый воздух), и снижает сопротивление дыханию.
В немецкую версию первого издания стандарта Европейского Союза включили выдержку из "Технических правил по опасным веществам, TRgA 415", раздел "Ограничение длительности использования средств защиты органов дыхания и изолирующих защитных костюмов без теплообменника". Для фильтрующих СИЗОД без принудительной подачи воздуха длительность непрерывного применения ограничена двумя часами, затем перерыв для восстановления, до 30 минут, фрагмент ниже. 
| Таблица 15 | Таблица 15 | Таблица 15                                                                            | Таблица 15                                                                                     |
| Средство индивидуальной защиты                                                                                | Продолжительность использования | Длительность отдыха (восстановления)                                                  | Задания за 8-часовую смену                                                                     |
| --- | --- | ------------------------------------------------------------------------------------- | ---------------------------------------------------------------------------------------------- |
| Костюмы изолирующие без теплообмена, с дыхательным аппаратом со сжатым воздухом, или с фильтрующим СИЗОД      | Максимум 30 минут | Не менее 90 минут, включая время на одевание и раздевание. Никакой физической работы. | Если легкая работа, то 2 задания; если каждое задание выполняется менее 15 минут, то 3 задания |
| Автономный дыхательный аппарат со сжатым воздухом                                                             | Время работы ограничен запасом воздуха и нагрузкой на работника                                                                                      |                                                                                       |                                                                                                |
| Автономный дыхательный аппарат со сжатым воздухом                                                             | Лёгкая работа и работа средней тяжести – более 30 минут                                                                                              | 30 минут                                                                              | 4 задания                                                                                      |
| Автономный дыхательный аппарат со сжатым воздухом                                                             | Тяжёлая работа – до 30 минут | 60 минут                                                                              | 4 задания                                                                                      |
| Изолирующий дыхательный аппарат с закрытым контуром и массой более 5 кг                                       | В зависимости от сложности работы её максимальная длительность должна быть не более 120 минут.                                                       | 120 минут                                                                             | 2 задания                                                                                      |
| Изолирующий дыхательный аппарат с закрытым контуром и массой менее 5 кг                                       | Время работы ограничивается и запасом кислорода, и нагрузкой на работника.                                                                           | Время отдыха должно быть не меньше длительности выполнения задания.                   | 4 задания                                                                                      |
| Шланговые СИЗОД с клапанами вдоха и выдоха (шланговые противогазы, шланговые СИЗОД с подачей сжатого воздуха) | Зависит от сложности работы. Из-за меньшей массы нагрузка на работника меньше, чем у автономных дыхательных аппаратов; до 120 минут                  | до 30 минут                                                                           | Нет ограничений                                                                                |
| Фильтрующие СИЗОД                                                                                             | Зависит от затруднения дыхания и от тяжести выполняемой работы. Написанное ниже не учитывает срок службы противогазного фильтра: не более 120 минут. | до 30 минут                                                                           | Нет ограничений                                                                                |

Также указано, что длительность работы зависит и от многих других факторов, например от температуры воздуха.
Специалисты НИИ охраны труда провели исследование влияния фильтрующих СИЗОД на молодых людей (возраст 21-23 года). Выполнялась физическая и операторская работа, 15 и 6 минут, затем всё повторялось. Два из шести здоровых участников, с плохой физической подготовкой, оказались не способны длительное время использовать противогаз, и прекратили эксперимент (у одного обнаружилась кровь в моче). Были сделаны выводы: людей с плохой физической подготовки (т.е. без проверки) не следует привлекать к выполнению физической работы, требующей использования СИЗОД, и общая длительность использования СИЗ не должна превышать 3 часа за смену.

### Связь между сбережением здоровья, качеством СИЗОД и организацией их применения
В развитых странах также имеются стандарты для сертификации самих СИЗОД — как отдельно взятых устройств. Эти стандарты предназначены для дополнения стандартов по респираторной защите путём обеспечения определённого минимального уровня качества изделий. Например:
— Стандарт для сертификации респираторов-полумасок содержит определённые требования к её качеству, выполнение которых позволяет при правильном выборе и правильном применении достаточно надёжно обеспечить снижение загрязнённости вдыхаемого воздуха в 10 раз (США). С другой стороны, стандарт по выбору и применению респираторов требует, чтобы при выборе полумаски не использовали при загрязнённости воздуха более 10 ПДК, чтобы закупались только сертифицированные полумаски, и чтобы работодатель принял ряд конкретных мер для обеспечения правильного индивидуального подбора и правильного применения полумасок обученными рабочими.

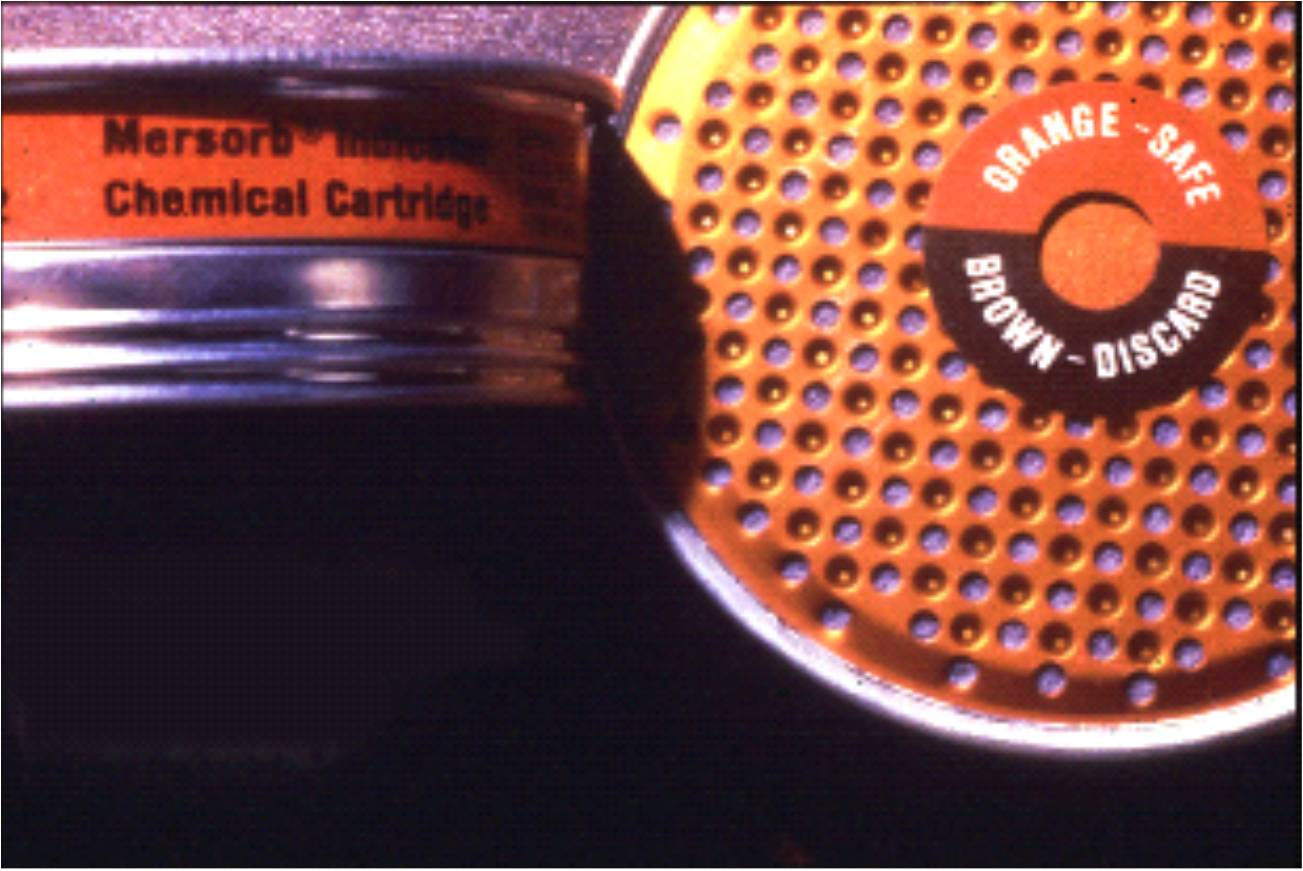
Чтобы избежать ошибок при замене противогазных фильтров по субъективным ощущениям рабочего, могут использоваться индикаторы окончания срока службы (End of Service Life Indicator ESLI). При насыщении поглотителя кружок в центре пассивного индикатора меняет цвет с оранжевого на коричневый

— Стандарты для сертификации противогазных фильтров содержат конкретные требования к защитным свойствам фильтров разного типа при воздействии нескольких определённых вредных газов — в строго определённых условиях. Но условия применения этих же фильтров могут отличаться от лабораторных (при сертификации), и срок службы фильтра также может сильно отличаться от того, который требуется для успешной сертификации. Кроме того, количество вредных веществ, для защиты от которых используются противогазные фильтры, в сотни раз больше, чем количество газов, используемых при сертификации, а срок службы противогазного фильтра может очень сильно зависеть от вида вредных газов, или их сочетания. Поэтому для своевременной замены противогазных фильтров законодательство обязывает работодателя использовать фильтры с индикаторами окончания срока службы, или заменять фильтры по расписанию, используя результаты расчётов срока службы, сделанных с помощью специальных компьютерных программ, или другими способами.
- Сочетание выполнения требований к качеству СИЗОД и выполнения требований к их правильному выбору и организации правильного применения позволяет обеспечить достаточно надёжную защиту здоровья, и избежать появления профзаболеваний и гибели рабочих. Это подтверждалось многочисленными измерениями защитных свойств СИЗОД разных видов, которое проводилось прямо во время работы в разнообразных производственных условиях (см. Испытания респираторов в производственных условиях), а также при имитации выполнения работы (в лаборатории) и вычислениями, сделанными на основе статистической обработки результатов измерений.

На практике, из-за несоблюдения требований к выбору СИЗОД, к индивидуальному подбору маски к лицу, к своевременной замене противогазных фильтров, и не применению СИЗОД в загрязнённой атмосфере, сберечь здоровье работников удаётся не всегда.

## Дополнительные риски
СИЗОД снижают поступление вредных веществ в организм, и тем самым снижают риск отравлений и риск развития хронических профессиональных заболеваний. Однако носка СИЗОД сопровождается появлением или усилением других рисков. Так уже в 1950-х отмечали, что (при прочих равных условиях) у рабочих, использующих СИЗОД, чаще случаются травмы. Например, они чаще спотыкаются и падают из-за того, что лицевая часть ухудшает обзор, особенно в направлении "вниз-вперёд", они чаще спотыкаются.
Большая масса автономных дыхательных аппаратов и повышенная температура вдыхаемого воздуха (у СИЗОД с зарытым контуром) создают сильную нагрузку на организм
. Это привело к смерти горноспасателя, который прошёл предварительный медосмотр - но не сообщил о том, что у него есть противопоказания к работе в таком СИЗОД (гипертоническая болезнь и значительный коронарокардиосклероз, умер из-за инфаркта междужелудочной перегородки сердца). В других случаях повышенная нагрузка, в целом, негативно влияет на здоровье.
В США в течение 12 лет (1984-1995) зафиксированы случаи гибели 45 работников, в той или иной степени связанные с применением СИЗОД
. Например, при применении шлангового СИЗОД в камере для окрасочных работ задохнулся маляр. Причины:
1. При оборудовании рабочего места по ошибке трубопроводы покрасили не в те цвета, которые соответствуют перемещаемой в них среде;
2. При установке шлангового СИЗОД, работники не проверили то, какой именно газ подаётся в трубопровод - и ориентировались на его цвет;
3. Перед началом работы СИЗОД не проверили, и при включении подачи воздуха в лицевую часть туда начал поступать аргон, что привело к гибели маляра.

Однако это произошло при сочетании нарушений требований государственного стандарта, регулирующего обязанности работодателя при применении СИЗОД, а в РФ таких требований нет совсем.
По мнению российских специалистов по профессиональным заболеваниям, респираторы (как и другие СИЗ) могут увеличивать риск для работника и за счёт негативного влияния на организм, и за счёт того, что у последнего возникает иллюзия надёжной защищённости. Однако на практике применение СИЗ - самый неэффективный метод защиты.

## Заключение
Правильность применения СИЗОД сильно зависит от поведения отдельного рабочего, и даже при правильном применении — не стабильна (см. Респиратор). Поэтому законодательство требует от работодателя, чтобы он использовал СИЗОД для сохранения здоровья рабочих только в том случае, когда нельзя обеспечить приемлемые условия труда другими, более надёжными способами — изменением технологического процесса, герметизацией оборудования, автоматизацией производства, использованием местной и общеобменной вентиляции и т. п. Кроме того, вредные вещества, загрязняющие воздух, могут попасть в организм не только при дыхании, но и при недостаточно строгом соблюдении правил личной гигиены (еда, питьё и т. п.). Попадание вредных веществ в организм такими путями СИЗОД предотвратить не может, и это также делает снижение загрязнённости воздуха более предпочтительным.